# NGC 2252
NGC 2252 (również OCL 514) – gromada otwarta znajdująca się w gwiazdozbiorze Jednorożca, w północno-wschodniej części mgławicy Rozeta. Odkrył ją William Herschel 27 stycznia 1786 roku. Jest położona w odległości ok. 2,9 tys. lat świetlnych od Słońca.